# Ordines Naturales Plantarum
Ordines Naturales Plantarum (abreviado Ord. Nat. Pl.) es un libro con ilustraciones y descripciones botánicas que fue escrito por el botánico alemán Friedrich Gottlieb Bartling y publicado en el año 1830 con el nombre de Ordines Naturales Plantarum eorumque characteres et affinitates adjecta generum enumeratione.